# The Tokens
The Tokens fue una agrupación estadounidense de doo wop originaria de Brooklyn, Nueva York y fundada en 1955. Son reconocidos principalmente por su exitoso sencillo de 1961 "The Lion Sleeps Tonight", una versión de la canción del compositor africano Solomon Linda.

## Biografía
El grupo se formó en 1955 en la Escuela Secundaria Abraham Lincoln de Brooklyn, titulado inicialmente The Linc-Tones. Estuvo conformado inicialmente por Neil Sedaka, Hank Medress, Eddie Rabkin y Cynthia Zolotin. Rabkin fue reemplazado por Jay Siegel en 1956, año en que la banda grabó su primer sencillo, "While I Dream". En 1957 Sedaka y Zolotin dejaron la banda, dejando solo a Siegel y Medress, quienes reclutarían dos miembros adicionales y grabarían el sencillo "Picture in My Wallet" como Darrell & the Oxfords. Finalmente, estableciendo su nombre y formación más famosos, la banda se hizo conocida como The Tokens en 1960 después de reclutar al multiinstrumentista Mitch Margo y a su hermano barítono Phil Margo.
A principios de 1961 lanzaron un sencillo para Warwick Records titulado "Tonight I Fell In Love", que alcanzó la posición número 15 en la lista Billboard Hot 100 y le dio al grupo la oportunidad de actuar en el programa de televisión American Bandstand. La popularidad que la banda obtuvo como resultado de esta actuación le trajo nuevas oportunidades de grabación, culminando en su versión de "The Lion Sleeps Tonight" de Solomon Linda para la disquera RCA Victor. El sencillo alcanzó el tipo de la lista Billboard Hot 100, donde permaneció durante tres semanas. Tanto "Tonight I Fell in Love" como "The Lion Sleeps Tonight" vendieron más de 1 millón de copias y lograron la certificación de disco de oro.
De 1962 a 1970 el grupo publicó otras nueve canciones que ingresaron al Top 100. Jay Siegel fue el vocalista principal en todos los éxitos de The Tokens incluyendo "I Hear Trumpets Blow" (1966) y "Portrait of My Love" (1967). A partir de 1963 la agrupación empezó a producir discos para otros artistas, como The Chiffons, Randy & the Rainbows y The Happenings. Su compañía de producción se llamaba Bright Tunes y también crearon su propia compañía discográfica, B.T. Puppy Records.
En 1973 Medress terminó su relación con el grupo y Siegel se asoció con los hermanos Margo para formar el grupo Cross Country, que tendría cierto éxito con su versión de la canción "In the Midnight Hour". The Tokens se reunieron ocasionalmente en los siguientes años.
En 2004 fueron incluidos en el Salón de la Fama de los Grupos Vocales.
Hank Medress murió el 18 de junio de 2007 a los 68 años.
Mitch Margo murió el 24 de noviembre de 2017 a los 70 años.
Phillip Margo murió el 13 de noviembre de 2021 a los 79 años.

## Discografía
- 1961:  The Lion Sleeps Tonight (#54 EE. UU.)
- 1962:  We, The Tokens, Sing Folk
- 1964:  Wheels
- 1966:  I Hear Trumpets Blow (#148 EE. UU.)
- 1966:  The Tokens Again
- 1967:  Back to Back (#134 EE. UU.)
- 1967:  It's A Happening World
- 1970:  Greatest Moments In a Girl's Life
- 1971:  Both Sides Now
- 1971:  December 5
- 1971:  Intercourse
- 1973:  Cross Country
- 1988:  Re-Doo-Wopp
- 1993:  Oldies Are Now
- 1995:  Merry Merry
- 1996:  Tonight The Lion Dances
- 1999:  Unscrewed